# Sultantepe, Üsküdar
Sultantepe là một xã thuộc huyện Üsküdar, tỉnh Istanbul, Thổ Nhĩ Kỳ.